# 鷹司輔熙
鷹司輔熙（1807年12月5日—1878年11月19日／文化四年十一月初七－明治十一年11月19日），是江戶時代末期（幕末）的公卿、孝明天皇的關白，也是藤原北家攝關家的鷹司家當主。

## 生涯
鷹司輔熙在文化四年（1807年）出生，是父母鷹司政通及德川清子（水戶藩藩主德川治紀之女）的長子，文化十四年（1817年）二月元服與叙位。文政元年（1818年）位列從三位公卿，到嘉永元年（1848年）任內大臣，次年（1849年）翌年正月昇敘從一位。安政四年（1857年）二月轉任右大臣。
安政五年（1858年），幕府與美國簽訂日美修好通商條約，令朝廷與幕府對立。當大老井伊直弼主導時，將軍德川家定聽順井伊直弼決定，立紀州藩主德川慶福（家茂）為第14代將軍。同年受安政大獄處罰，翌年（1859年）五月辭官出家，法號隨樂。
櫻田門外之變後井伊直弼被殺，他在文久二年（1862年）獲赦免，同年五月還俗，十二月以補任為國事御用掛回歸朝廷。次年（1863年）接替近衛忠熙成為關白。
鷹司輔熙因無子，收九條尚忠庶子熙通為養子，1878年卒，由熙通繼任鷹司家當主。

## 官職位階履歷
- 1817年（文化十四年） 元服、敘位
- 1818年（文政元年）　從三位
- 1848年（嘉永元年）　内大臣
- 1849年（嘉永二年）　從一位
- 1857年（安政四年）　右大臣
- 1859年（安政六年） 辭職、出家
- 1862年（文久二年） 復歸、國事御用掛
- 1863年（文久三年）　關白
- 1864年（元治元年） 辭職、謹慎